# Montes Secchi
Montes Secchi – jeden z mniejszych łańcuchów górskich na Księżycu, położony blisko północno-zachodniego brzegu Mare Fecunditatis. Ten w przybliżeniu liniowy zespół niskich grzbietów łączy się z północno-zachodnimi stokami krateru Secchi, od którego wziął swoją nazwę, a który upamiętnia dziewiętnastowiecznego włoskiego astronoma Pietra Angela Secchiego. Grzbiety ciągną się z południowego zachodu na północny wschód.
Współrzędne selenograficzne środkowego punktu Montes Secchi wynoszą ☾ 3,0°N 43,0°E/3,000000 43,000000. Góry mieszczą się w okręgu o średnicy 50 km, czyli mniejszym od krateru Taruntius leżącego na północnym wschodzie.